# Прудня (Московская область)
Прудня — деревня в сельском поселении Клементьевское Можайского района Московской области. До реформы 2006 года относилась к Павлищевскому сельскому округу. Численность постоянного населения по Всероссийской переписи 2010 года — 1 человек.
Деревня расположена на северо-востоке района, примерно в 9 км к северо-западу от Можайска, на левом берегу реки Педня , высота над уровнем моря 176 м. Ближайшие населённые пункты — Топорово на севере и Вяземское на противоположном берегу реки.